# Сьерра (округ, Нью-Мексико)
Сье́рра (англ. Sierra County) — округ в юго-западной части штата Нью-Мексико в США. Административный центр округа — город Трут-ор-Консекуэнсес. По данным переписи за 2010 год число жителей округа составляло 11 988 человек.
На территории округа расположен космопорт «Америка».

## Географическое положение
Сьерра находится в юго-западной части штата на Мексиканском нагорье, части провинции долин и хребтов. Западная граница округа проходит по гряде Блэк, включая пики Хиллсборо и Ридс. Рио-Гранде через крупные водохранилища Кабалло и Элефант-Бьютт течёт на юг через центр округа. К востоку от дамб возвышаются гряды Кабалло и Элефант-Бьютт. На северо-востоке находится гряда Сан-Андреас. На территории округа находятся национальный лес Гила, заповедная зона Алдо-Леополд, парки штата Перча-Дам, Кабалло-Лейк и Элефант-Бьютт-Лейк.
По данным Бюро переписи населения США округ Сьерра имеет общую площадь в 10 971 квадратных километр, из которых 10 824 кв. километра занимает земля и 148 кв. километра — вода.

### Транспорт
Через округ проходят:
- I-25.
- US 85 (англ. US Highway 85).
- Дорога 152 штата Нью-Мексико.
- Дорога 179 штата Нью-Мексико.
- Дорога 181 штата Нью-Мексико.
- Дорога 187 штата Нью-Мексико.
- Дорога 195 штата Нью-Мексико.

## История
Веками горячие источники около Трут-ор-Консекуэнсес были известны индейцам своими исцеляющими свойствами. Апачи кочевали по территории округа во времена экспедиции Франсиско Васкеса де Коронадо (1540 год). С XVII века испанцы предпринимали попытки начать добывать золото в Сьерра-Кабалло, в 1877 году на гряде Блэк началась золотая лихорадка. Округ был основан в 1884 году, город горняком Хиллсборо стал административным центром. К концу XX века Трут-ор-Консекуэнсес стал популярным местом для посещения на пенсии.

## Население
| Год переписи | Нас.  |  | %±     |
| ------------ | ----- |  | ------ |
| 1910         | 3536  |  | —      |
| 1920         | 4619  |  | 30,6%  |
| 1930         | 5184  |  | 12,2%  |
| 1940         | 6962  |  | 34,3%  |
| 1950         | 7186  |  | 3,2%   |
| 1960         | 6409  |  | −10,8% |
| 1970         | 7189  |  | 12,2%  |
| 1980         | 8454  |  | 17,6%  |
| 1990         | 9912  |  | 17,2%  |
| 2000         | 13270 |  | 33,9%  |
| 2010         | 11988 |  | −9,7%  |
| 2016         | 11191 |  | −6,6%  |

В 2010 году на территории округа проживало 11 988 человек (из них 50,3 % мужчин и 49,7 % женщин), насчитывалось 5917 домашних хозяйства и 3126 семья. Расовый состав: белые — 85,6 %, афроамериканцы — 0,4 %, коренные американцы — 1,7 % и представители двух и более рас — 3,3 %. 28,0 % населения были латиноамериканцами.
Население округа по возрастному диапазону по данным переписи 2010 года распределилось следующим образом: 16,1 % — жители младше 18 лет, 2,5 % — между 18 и 21 годами, 50,8 % — от 21 до 65 лет и 30,6 % — в возрасте 65 лет и старше. Средний возраст населения — 54,5 лет. На каждые 100 женщин в Сьерре приходилось 101,1 мужчин, при этом на 100 совершеннолетних женщин приходилось уже 99,5 мужчин сопоставимого возраста.
Из 5917 домашних хозяйств 52,8 % представляли собой семьи: 40,0 % совместно проживающих супружеских пар (8,3 % с детьми младше 18 лет); 8,9 % — женщины, проживающие без мужей и 3,9 % — мужчины, проживающие без жён. 47,2 % не имели семьи. В среднем домашнее хозяйство ведут 1,98 человека, а средний размер семьи — 2,64 человека. В одиночестве проживали 40,8 % населения, 20,6 % составляли одинокие пожилые люди (старше 65 лет).

## Экономика
В 2016 году из 9875 трудоспособных жителей старше 16 лет имели работу 3969 человек. В 2014 году медианный доход на семью оценивался в 41 078 $, на домашнее хозяйство — в 29 679 $. Доход на душу населения — 20 495 $. 14,6 % от всего числа семей в Сьерре и 22,1 % от всей численности населения находилось на момент переписи за чертой бедности.